# Frostkåge
Frostkåge är en tätort i Byske socken i Skellefteå kommun, 16 km norr om Skellefteå vid E4:an.

## Historia
Frostkåge kallades förr Fronse kåghe och Fredzsnekågee. Enligt jordaboken för 1543 bodde elva bönder i byn, som skattade för insjöfiske.
Vapenstilleståndet i Finska kriget ingicks i Frostkåge gästgivaregård 2 september 1809. 

### Befolkningsutveckling
Vid 2018 års avgränsning räknades Liden som införlivad i denna ort, före 2018 småort, som då klassades som en tätort 
| Befolkningsutvecklingen i Frostkåge 1960–2020                    | Befolkningsutvecklingen i Frostkåge 1960–2020 | Befolkningsutvecklingen i Frostkåge 1960–2020 | Befolkningsutvecklingen i Frostkåge 1960–2020 | Befolkningsutvecklingen i Frostkåge 1960–2020 |
| ---------------------------------------------------------------- | --------------------------------------------- | --------------------------------------------- | --------------------------------------------- | --------------------------------------------- |
|                                                                  |                                               |                                               |                                               |                                               |
| År                                                               |                                               |                                               | Folkmängd                                     | Areal (ha)                                    |
| 1960                                                             | 1960                                          |                                               | 167                                           | ¤                                             |
| 1990                                                             | 1990                                          |                                               | 155                                           | 44#                                           |
| 1995                                                             | 1995                                          |                                               | 164                                           | 47#                                           |
| 2000                                                             | 2000                                          |                                               | 155                                           | 47#                                           |
| 2005                                                             | 2005                                          |                                               | 129                                           | 50#                                           |
| 2010                                                             | 2010                                          |                                               | 140                                           | 53#                                           |
| 2015                                                             | 2015                                          |                                               | 128                                           | 52#                                           |
| 2020                                                             | 2020                                          |                                               | 219                                           | 73                                            |
| Anm.: ¤ Som tätortsbebyggelse med 150-199 invånare # Som småort. |                                               |                                               |                                               |                                               |

## Samhället
I Frostkåge ligger Solviks folkhögskola. 

## Näringsliv
Bland företag i byn syns bland annat kiosken, kvighotell och Frostkåge Fordonsservice.